# Hanseatischer Drahthandel
Die Hanseatische Drahthandel (hadra) GmbH ist ein deutsches familiengeführtes Metallbauunternehmen, das sich auf die Herstellung und den Vertrieb von Zäunen, Zaunsystemen und Zauntoren spezialisiert hat. Der Hauptsitz des Unternehmens ist in Winsen (Luhe).

## Geschichte
Die Wurzeln des Unternehmens reichen bis in das Jahr 1898 zurück, als es von Hermann Nolle als Eisenhandlung gegründet wurde. Die spätere Inlandhandelsgesellschaft Steffens & Nolle wurde spätestens 1943 umfirmiert in die Hanseatische Eisen- und Drahthandel G.m.b.H. und 1950 mit Ferrostaal zusammengeschlossen. Ende 1994 wurde das traditionelle Stahlhandelsgeschäft von Ferrostaal, und damit die ehemalige Hanseatische Eisen- und Drahthandel, an den Duisburger Stahlhändler Klöckner & Co veräußert.
Bis 2005 war es eine Zweigniederlassung von Klöckner & Co in Hamburg. Nachdem Klöckner & Co 2005 an die US-amerikanische Private-Equity-Firma Lindsay Goldberg & Bessemer (LGB) verkauft wurde, wurde diese Zweigniederlassung im Jahr 2005 mit Wirkung zum 1. Januar 2006 im Rahmen eines Management-Buy-outs durch die Hanseatische Drahthandel GmbH von der Klöckner Stahl- und Metallhandel GmbH käuflich erworben. Am 31. Dezember 2006 beschäftigte das Unternehmen bereits 70 Mitarbeiter.
Im Jahr 2016 wurde der Bau der neuen Unternehmenszentrale in Winsen und der Umzug von Hamburg in die neuen Zentrale abgeschlossen. Der Hanseatische Drahthandel hat im Jahr 2022 mehr als 220 Mitarbeiter an sieben Standorten in Winsen/Luhe, Teterow, Wildeshausen, Philippsburg, Queis/Dölbau, Geseke und seit 2021 in Geseke-Langeneicke.

## Umsatzentwicklung bis 2020
Der Hanseatische Drahthandel ist in den Bereichen Eisenwaren, Zäune und Gartenzubehör einer der größten produzentenunabhängigen Großhändler in Deutschland und beliefert über 5.700 Kunden, zu denen überwiegend Baumärkte, Zaun-Fachhändler, Zaunbauunternehmen sowie Handelspartner für den Endverbrauchermarkt gehören.
Der Umsatz entwickelte sich nach dem Management-Buy-out stetig nach oben, von 2008 mit 38,1 Mio. EUR bis 2020 mit 116 Mio. EUR.